# Спољни односи Новог Зеланда
Нови Зеланд је у раном колонијалном периоду препустио питања трговине и спољне политике британској влади. Током Империјских конференција 1923. и 1926. одлучено је да се Новом Зеланду дозволи склапање међународних уговора, а први такав уговор је био потписан са Јапаном 1928. Без обзира на независност, Нови Зеланд је следио политику Уједињеног Краљевства, нпр. када је проглашен рат против Немачке 3. септембра 1939. када је тадашњи премијер Мајкл Севиџ у односу на Британску империју прогласио „где иде она, идемо и ми; где она стоји, стојимо и ми“.
Нови Зеланд је од 1951. у АНЗУС пакту са САД и Аустралијом. Утицај САД је убрзо почео да бледи због несугласица око Вијетнамског рата, одбијања САД да се прикључе осуди Француске због потапања Гринпис брода „Дугин ратник“ у Окланду, неслагања око трговинских питања и на крају проглашавања Новог Зеланда за слободну зону од нукеларне енергије што је довело до тога да САД билатерално суспендују пакт све до 2010. године. Нови Зеланд оджава блиске политичке везе са Аустралијом, на снази су споразум о слободној трговини (енгл. Closer Economic Relations) и споразум о слободи кретања (енгл. Trans-Tasman Travel Arrangement) који дозвољава држављанима две државе да посећују, живе и раде у другој без ограничења. Тренутно око 500.000 Новозеланђана живи у Аустралији и око 65.000 Аустралијанаца живи на Новом Зеланду.
Нови Зеланд одржава присутност међу тихоокеанским државама. Велики део хуманитарне и друге помоћи са Новог Зеланда иде управо овим државама, док многи становници ових држава одлазе на Нови Зеланд ради запослења. Трајне миграције су одређене правилима 1970 Samoan Quota Scheme и 2002 Pacific Access Category која дозвољавају да до 1.000 становника Самое и до 750 становника других тихоокеанских држава добије трајно пребивалиште на Новом Зеланду. Програм за сезонске раднике је уведен 2007. године и 2009. је 8.000 острвљана било запослено на тај начин. Нови Зеланд активно учествује у раду организација Форум пацифичких острва, Азијско-тихоокеанска економска сарадња, Асоцијација нација Југоисточне Азије а члан је такође и Уједињених нација, Комонвелта и Организације за економску сарадњу и развој.